# Nastassja Dubarėzava
Anastasija Viktaraŭna Dubarėzava, accreditata come Nastassia Kinnunen dalla FIS, detta Nastassja (in bielorusso Анастасія Віктараўна Дубарэзава (Настасся)?; Haradok, 14 marzo 1985), è una biatleta ed ex fondista bielorussa.
È indicata anche con la variante russa del suo nome, Анастасия Дуборезова  (Anastasija Duborezova).

## Biografia

### Carriera nello sci di fondo
Iniziò praticando lo sci di fondo: prese parte a un'edizione dei Campionati mondiali juniores, a una dei Campionati mondiali, Liberec 2009 (40ª nella 30 km il miglior piazzamento), e a una dei Giochi olimpici invernali, Vancouver 2010 (42ª nella sprint, 44ª nella 30 km, 53ª nell'inseguimento, 10ª nella staffetta).
In Coppa del Mondo esordì il 28 ottobre 2007 a Düsseldorf (23ª) e ottenne come migliori piazzamenti due 15º posti.

### Carriera nel biathlon
Dal 2010 si dedica al biathlon; in Coppa del Mondo ha esordito il 10 dicembre 2010 a Hochfilzen (55ª) e ha ottenuto il primo podio il 21 gennaio 2012 ad Anterselva (2ª).
Gareggiando nel biathlon ha preso parte a un'altra edizione dei Giochi olimpici invernali, Soči 2014 (34ª nella sprint, 46ª nell'inseguimento, 10ª nella staffetta mista), e a tre dei Campionati mondiali (4ª nella staffetta a Ruhpolding 2012 il miglior piazzamento).

## Palmarès

### Biathlon

#### Coppa del Mondo
- Miglior piazzamento in classifica generale: 33ª nel 2012
- 3 podi (tutti a squadre):
  - 2 secondi posti
  - 1 terzo posto

### Sci di fondo

#### Coppa del Mondo
- Miglior piazzamento in classifica generale: 123ª nel 2010